# Borda de Batalla (Antist)
La Borda de Batalla és una borda del terme municipal de la Torre de Cabdella, a l'antic terme de la Pobleta de Bellveí, al Pallars Jussà. Està situada al sud-est del poble d'Antist, a prop de la llera del Flamisell, a la seva dreta. És just a sota i al sud de la Roca de la Borda de Tomàs, on hi havia hagut la borda d'aquest nom. És davant i al nord del Revolt de Rap, un tancat revolt de la carretera local que recorre la Vall Fosca, la L-503.